# Le Signe des renégats
Pour plus de détails, voir Fiche technique et Distribution.
Le Signe des renégats (The Mark of the Renegade) est un film américain réalisé par Hugo Fregonese en 1951. Il est adapté du roman Don Renegade écrit en 1939 par Johnston McCulley.

## Synopsis
En 1825, la jeune République du Mexique a du mal à s'affirmer. La Californie, riche province mexicaine, attise bien des convoitises. Don Pedro Garcia est bien décidé à profiter de la situation. Il fait venir de force Marcos Zappa, renégat ayant fui le Mexique et le fait chanter : il lui ordonne d'approcher Manuella de Vasquez, fille de José de Vasquez, homme influent dans la politique californienne, de la courtiser et de l'épouser ; dans le cas contraire, il signale sa présence aux autorités qui ont ordre d'exécuter toute personne portant la marque des renégats. Le but de Garcia est de compromettre la famille Vasquez pour pouvoir prendre le pouvoir et se nommer Empereur de Californie.
Coincé dans cette situation inconfortable, Marcos Zappa cherche une solution. Mais entre Luis, son serviteur imposé par Garcia qui surveille ses faits et gestes et le pousse à avancer dans les plans de son maître, et le Capitaine Bardoso, le pirate l'ayant livré à Garcia et cherchant à comprendre la situation pour s'enrichir, il a bien du mal à échapper aux griffes de son maître-chanteur. Surtout que la belle Manuella ne le laisse pas indifférent...

## Fiche technique
- Titre original : The Mark of the Renegade
- Titre français : Le Signe des renégats
- Titre(s) français alternatif(s) : Le Chevalier marqué, Le Signe du renégat, Le Signe de Don Marcos[1]
- Réalisation : Hugo Fregonese
- Scénario : Robert Hardy Andrews et Louis Solomon d'après un roman de Johnston McCulley
- Direction artistique : Robert F. Boyle et Bernard Herzbrun
- Décorateur de plateau : Russell A. Gausman et Ruby R. Levitt
- Costumes : Leah Rhodes
- Coiffure : Joan St. Oegger
- Maquillage : Bud Westmore
- Photographie : Charles P. Boyle
- Son : Leslie I. Carey, Richard de Weese
- Montage : Frank Gross
- Musique : Frank Skinner
- Production : Jack J. Gross
- Société(s) de production : Universal Pictures
- Société(s) de distribution : Universal Pictures
- Pays :  États-Unis
- Langue : anglais
- Genre : Film d'aventure
- Format : Couleur (Technicolor) - 35 mm - 1,37:1 - Son : Mono (Western Electric Recording)
- Durée : 81 minutes
- Dates de sortie :
  - États-Unis : 2 août 1951
  - France : 5 juillet 1951[1]
  - France : 7 mars 1952[1] (sur Paris)
- Affiches : René Lefèbvre, Pierre Levé (France)

## Distribution
- Ricardo Montalban : Marcos Zappa
- Cyd Charisse : Manuella de Vasquez
- J. Carrol Naish : Luis
- Gilbert Roland : Don Pedro Garcia
- Andrea King : Anita Gonzales
- George Tobias : Capitaine Bardoso
- Antonio Moreno : José De Vasquez
- Georgia Backus : Duenna Concepcion
- Robert Warwick : Colonel Vega
- Armando Silvestre : Miguel De Gandara
- Bridget Carr : Rosa
- Alberto Morin : Capitaine Cervera
- Renzo Cesana : Père Juan
- Robert O. Cornthwaite : Aubergiste
- Edward C. Rios : Paco
- Pilar Del Rey (non créditée) : une jeune mexicaine

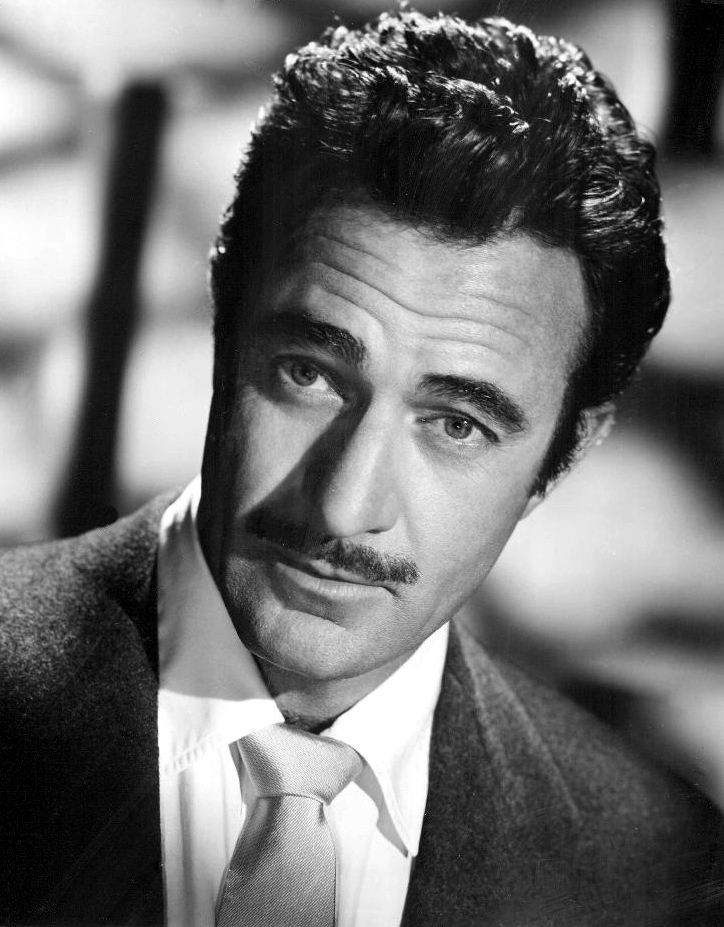
Gilbert Roland.
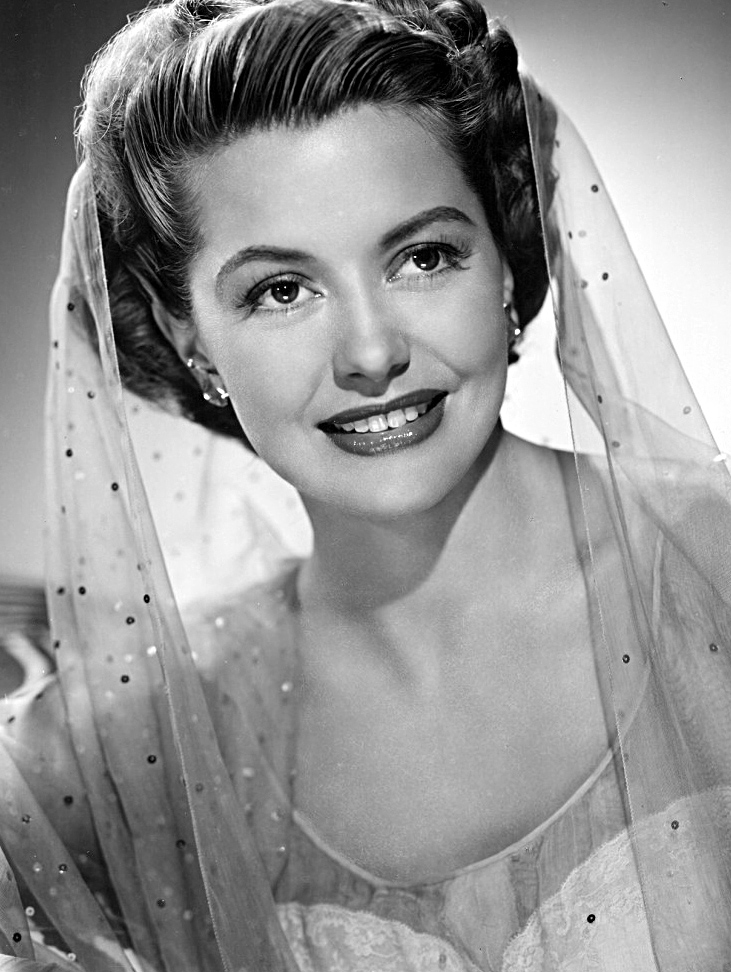
Cyd Charisse.
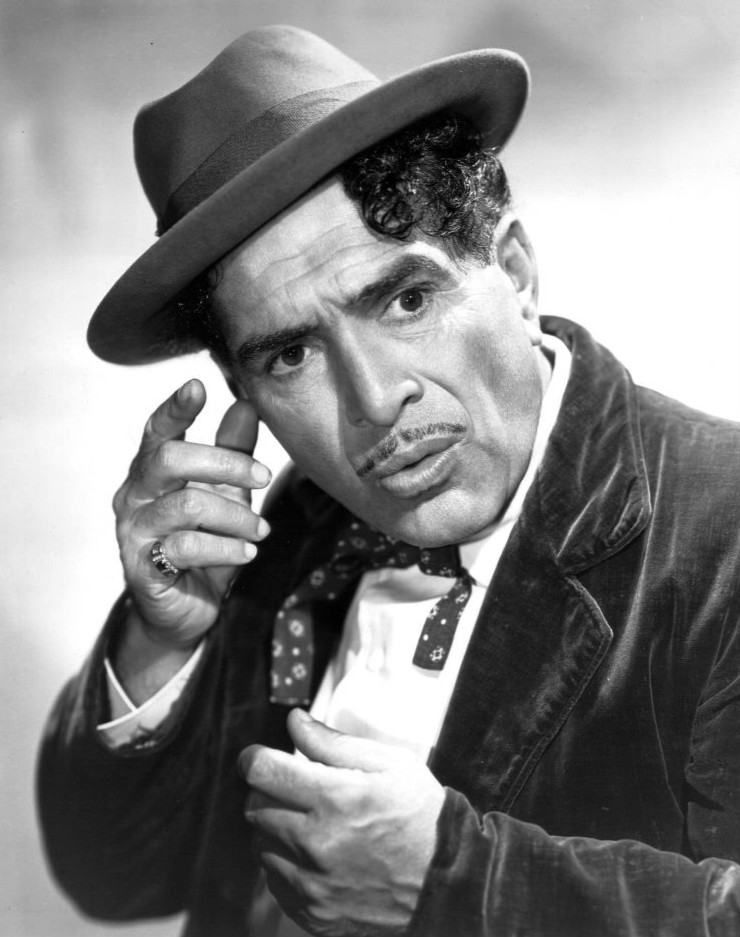
J. Carrol Naish.

## Accueil

### Box-office
Lors de son exploitation en France, le film a cumulé en fin d'année 1952, 1 770 053 entrées sur l'ensemble du territoire, dont 297 194 entrées sur Paris.

### Critique
Dans sa présentation du film, Patrick Brion indique : « C’est un film sympathique. Ce n’est pas l’un des meilleurs films d’Hugo Fregonese mais on aurait tort de le dénigrer. »

## Éditions vidéo
Le film est édité en DVD pour la première fois en 2014 par l'éditeur français Sidonis Calysta. Il ressort en 2016 dans la collection « Western de légende » du même éditeur.